# Alejandro Sabella
Alejandro Sabella (født 5. november 1954, død 8. december 2020) var en argentinsk fodboldmanager og tidligere spiller. Fra 2011 til 2014 var han træner for Argentinas fodboldlandshold.